# Carlo Caccia Dominioni
Carlo Caccia Dominioni (12 de mayo de 1802 - 6 de octubre de 1866) fue un prelado italiano que fue nombrado obispo auxiliar de la ciudad de Milán.

## Biografía
Nació en Milán, pertenecía a la noble familia de Caccia Dominioni. Entró, en 1812, en el Seminario de Milán. Luego, en 1826, fue ordenado sacerdote. En 1853 fue nombrado miembro de la arquidiócesis en un Capítulo, y dos años más tarde fue nombrado obispo auxiliar de Milán y obispo titular de Famagosta. En 1859, el arzobispo Bartolomeo Carlo Romilli murió y el capítulo de la catedral nombró a Caccia Dominioni como administrador Diocesano durante la sede vacante de Milán. Para la sucesión al arzobispo Romilli, Caccia Dominioni fue uno de los candidatos, pero el Papa Pío IX eligió con el asesoramiento de Francisco José I de Austria al más conservador Paolo Angelo Ballerini quien sería el vicario del arzobispo Romilli.
Más tarde, después de la muerte del arzobispo Romilli, el Imperio austríaco fue derrotado en la segunda guerra italiana de la Independencia y el nuevo gobierno italiano se negó a reconocer Ballerini como arzobispo de Milán, por lo que Caccia Dominioni se vio obligado a asumir el deber de arzobispo de Milán. Los acontecimientos de los años 1859 y 1860 se pusieron rígidos y Caccia Dominioni que se negó a celebrar un Te Deum para el nacimiento del Reino de Italia, como reacción a esta decisión muchas cleros de la arquidiócesis junto con muchos laicos obligaron Caccia Dominioni escapar en su residencia familiar en Cornate d'Adda y también en Monza. Más tarde fue deportado a Turín y condenado por las autoridades italianas para pasar tiempo en la cárcel, y no se le permitió volver a Milán.
Carlo Caccia Dominioni falleció en Cornate d'Adda el 6 de octubre de 1866.